# ヘルマン・メサ
ヘルマン・メサ・フレズネーダ（Germán Mesa Fresneda  , 1967年5月12日 - ）は、キューバの元野球選手。遊撃手、右投げ右打ち。

## 来歴・人物
1984-1985シーズンからキューバ国内リーグ "セリエ・ナシオナル・デ・ベイスボル" のメトロポリタノスに所属。1988-1989シーズンに名門チーム、インダストリアレスへ移籍。
緻密なポジショニングと華麗なフットワークで驚異的な守備範囲を誇り、1989年のインターコンチネンタルカップで初めてキューバ代表に選ばれる。キューバ歴代最高守備の遊撃手と見なされ、外国のジャーナリストによってメジャーリーグのオジー・スミスと比較される事も多かった。愛称は"エル・イマーム"（磁石）。レイ・オルドニェスは1997年から3年連続でゴールドグラブ賞を受賞した後に「私はただのプリンスに過ぎない。キングはキューバにいる。ヘルマン・メサという名前だ」と発言、コニー・マレーロ（1911年生まれのキューバ人元メジャーリーガー）も「今まで見た中で最高の守備の遊撃手」と高く評価している。
盗塁技術も高く、1987-1988（25）、 1988-1989（25）、1990-1991（22）シーズンと計3度の盗塁王を獲得。
1996年に亡命を企み、メジャーリーグのエージェントからお金を受け取っていたとして逮捕された。しかし1998年3月に赦免されて国内リーグに復帰。1999年7月に開催されたパンアメリカン競技大会で3年ぶりにキューバ代表入り。
2002年6月1日に現役を引退した。
2008-2009シーズンから2010-2011シーズンまでインダストリアレスの監督としてチームを率いたが、３シーズンともプレーオフを逃した。

### キューバ国内リーグ（選抜リーグ含む）通算打撃成績（16シーズン）
打率.285　出塁率.386　長打率.423　OPS.809
1243試合　4344打数　1239安打　195二塁打　33三塁打　688四球　13敬遠　45死球　550三振　112本塁打　527打点　
335盗塁　172盗塁死　